# EMEA

EMEA: Европа, Ближний Восток и Африка.

EMEA (Europe, the Middle East and Africa) — аббревиатура, обозначающая экономический регион и/или рынок сбыта, включающий в себя Европу (в том числе Россию), Ближний Восток и Африку. По-русски регион изредка обозначается как ЕБВА.
Термин употребляется в глобальных корпорациях, которые также используют следующие аббревиатуры для обозначения экономических регионов и рынков сбыта:
- CEEMEA — Центральная и Восточная Европа, Ближний Восток и Африка
- EEMEA — Восточная Европа, Ближний Восток и Африка
- SEMEA — Южная Европа, Ближний Восток и Африка
- MENA — Ближний Восток и Северная Африка
- AMER, NCSA — Северная, Центральная и Южная Америка
- NALA (North and Latin America) — Северная и Латинская Америка
- NORAM — Северная Америка (Канада, США, Мексика)
- LATAM — Латинская Америка
- APAC, APJ — Азиатско-Тихоокеанский регион и Япония